# Erste Regierung Stanhope–Sunderland

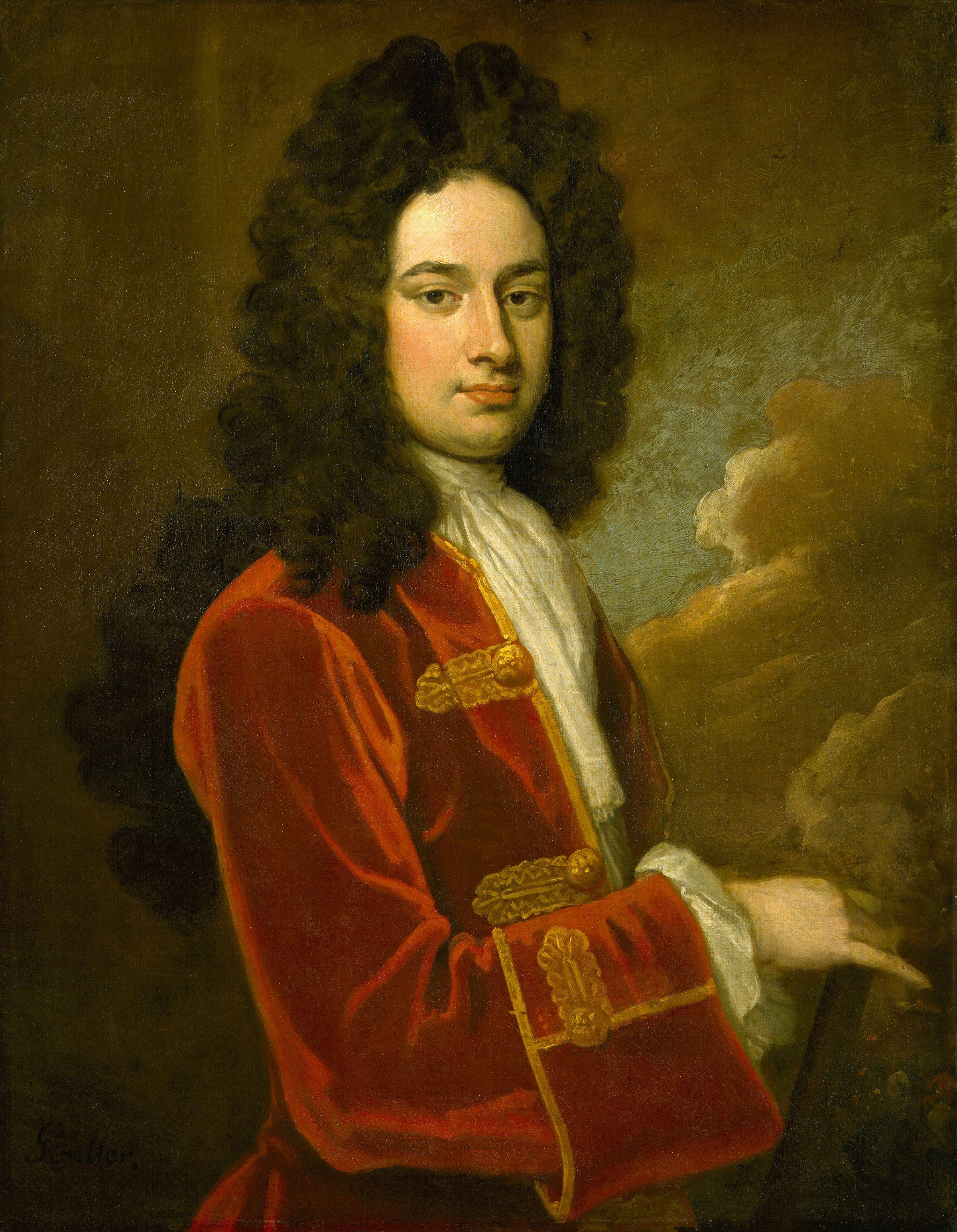
Der Erste Lord des Schatzamtes und Schatzkanzler James Stanhope, 1. Viscount Stanhope und…

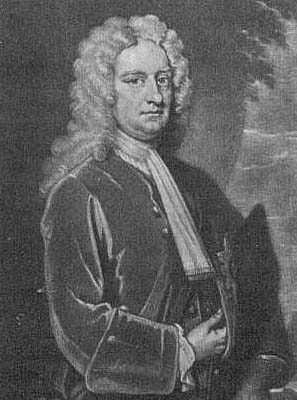
… der Staatssekretär für den Norden Charles Spencer, 3. Earl of Sunderland waren die Führer und Namensgeber der Regierung.

Die Erste Regierung Stanhope–Sunderland war die Regierung im Königreich Großbritannien vom 12. April 1717 bis zum 21. März 1718.
Zu dieser Zeit gab es noch nicht das Amt des Premierministers, welches erst später etabliert wurde. Führer und Namensgeber der Regierung waren daher der First Lord of the Treasury (Erste Lord des Schatzamtes) und Chancellor of the Exchequer (Schatzkanzler) James Stanhope, 1. Viscount Stanhope und der Secretary of State in Northern Department (Staatssekretär für den Norden) Charles Spencer, 3. Earl of Sunderland. Die Regierung bestand ausschließlich aus Mitgliedern der liberalen Whigs. Die Regierung löste die Regierung Townshend ab und wurde am 21. März 1718 von der Zweiten Regierung Stanhope–Sunderland abgelöst.

## Innenpolitik
Am 1. Juli 1717 wurde der konservative Tory-Politiker Robert Harley freigesprochen, sich mit den Franzosen verschworen zu haben, um den katholischen Thronprätendenten (The Old Pretender) James Francis Edward Stuart auf den britischen Thron zu bringen. Aufgrund eines Begnadigungsgesetzes (Act of Grace) wurden Rebellen des Jakobitenaufstandes von 1715 am 16. August 1717 aus Gefängnissen entlassen. Stanhope erzwang den Sinking Fund des Whig-Politikers Robert Walpole, um die Staatsschulden in jährlichen Raten zu reduzieren. Ein sinkender Fonds ist ein Fonds, der von einer wirtschaftlichen Einheit eingerichtet wird, indem Einnahmen über einen bestimmten Zeitraum hinweg reserviert werden, um zukünftige Kapitalausgaben oder die Rückzahlung einer langfristigen Schuld zu finanzieren.

## Mitglieder des Kabinetts
| Amt                                                                       | Amtsinhaber                                                                | Beginn der Amtszeit           | Ende der Amtszeit            |
| ------------------------------------------------------------------------- | -------------------------------------------------------------------------- | ----------------------------- | ---------------------------- |
| First Lord of the Treasury (Erster Lord des Schatzamtes)                  | James Stanhope, 1. Viscount Stanhope                                       | 12. April 1717                | 21. März 1718                |
| Chancellor of the Exchequer (Schatzkanzler)                               | James Stanhope, 1. Viscount Stanhope                                       | 15. April 1717                | 2. März 1718                 |
| Secretary of State in Northern Department (Staatssekretär für den Norden) | Charles Spencer, 3. Earl of Sunderland                                     | 12. April 1717                | 2. März 1718                 |
| Lord Chancellor (Lordkanzler)                                             | William Cowper, 1. Baron Cowper                                            | 12. April 1717                | 21. März 1718                |
| Lord President of the Council (Präsident des Geheimen Kronrates)          | William Cavendish, 2. Duke of Devonshire                                   | 12. April 1717                | 16. März 1718                |
| Lord Privy Seal (Lordsiegelbewahrer)                                      | Evelyn Pierrepont, 1. Duke of Kingston-upon-Hull                           | 12. April 1717                | 21. März 1718                |
| Secretary of State in Southern Department (Staatssekretär für den Süden)  | Joseph Addison                                                             | 12. April 1717                | 14. März 1718                |
| Master General of the Ordnance (Generalfeldzeugmeister)                   | John Churchill, 1. Duke of Marlborough                                     | 12. April 1717                | 21. März 1718                |
| Paymaster of the Forces (Zahlmeister der Streitkräfte)                    | Henry Clinton, 7th Earl of Lincoln                                         | 12. April 1717                | 21. März 1718                |
| Lord Lieutenant of Ireland (Vertreter der britischen Krone in Irland)     | Charles Townshend, 2. Viscount Townshend Charles Paulet, 2. Duke of Bolton | 12. April 1717 7. August 1717 | 7. August 1717 21. März 1718 |
| Lord Steward of the Household (Oberhofmarschall)                          | Henry Grey, 1. Duke of Kent                                                | 12. April 1717                | 21. März 1718                |
| Lord Chamberlain of the Household (Oberkammerherr)                        | Thomas Pelham-Holles, 1. Duke of Newcastle-upon-Tyne                       | 12. April 1717                | 21. März 1718                |
| Secretary of State for Scotland (Staatssekretär für Schottland)           | John Ker, 1. Duke of Roxburghe                                             | 12. April 1717                | 21. März 1718                |

## Hintergrundliteratur
- England im 18. Jahrhundert, in: Weltgeschichte in Bildern. Die innere Entwicklung der europäischen Staaten im 18. Jahrhundert, Gondrom Verlag, Bayreuth 1981, ISBN 3-8112-0242-1
- Chris Cook, John Stevenson: British Historical Facts 1688–1760, Macmillan 1988, S. 33–35
- Heinrich Pleticha (Herausgeber): Weltgeschichte. Aufklärung und Revolution. Europa im 17. und 18. Jahrhundert, Bertelsmann Lexikon Verlag, Gütersloh 1996, ISBN 3-577-15008-4
- Ulrike Müller-Kaspar (Herausgeberin): Die Jahrtausendbibliothek. Das Achtzehnte Jahrhundert, Tosa Verlag, Wien 1999
- Chambers Dictionary of World History, Chambers Harrap 2002, ISBN 0-550-13000-4
- Hywell Williams (Herausgeber): The Early Modern World 1450–1799, in: Cassell’s Chronology of World History. Dates, Events and Ideas that Made History, Weidenfeld & Nicolson, London 2005, ISBN 0-304-35730-8
- Der Große Ploetz. Die Enzyklopädie der Weltgeschichte, Verlag Vandenhoeck & Ruprecht, 35. Auflage, 2008, ISBN 978-3-525-32008-2